# Methanomicrobia
Classe
Classification phylogénétique
- Classe : Methanomicrobia
  - Ordre : Methanocellales
    - Famille : Methanocellaceae
      - Genre : Methanocella

  - Ordre : Methanomicrobiales
    - Famille : Methanocorpusculaceae
      - Genre : Methanocorpusculum

    - Famille : Methanomicrobiaceae
      - Genre : Methanoculleus
      - Genre : Methanofollis
      - Genre : Methanogenium
      - Genre : Methanolacinia
      - Genre : Methanomicrobium
      - Genre : Methanoplanus

    - Famille : Methanoregulaceae
      - Genre : Methanolinea
      - Genre : Methanoregula
      - Genre : Methanosphaerula

    - Famille : Methanospirillaceae
      - Genre : Methanospirillum

  - Ordre : Methanosarcinales
    - Famille : Methanosaetaceae
      - Genre : Methanosaeta

    - Famille : Methanosarcinaceae
      - Genre : Methanimicrococcus
      - Genre : Methanococcoides
      - Genre : Methanohalobium
      - Genre : Methanohalophilus
      - Genre : Methanolobus
      - Genre : Methanomethylovorans
      - Genre : Methanosalsum
      - Genre : Methanosarcina

    - Famille : Methermicoccaceae
      - Genre : Methermicoccus

Les Methanomicrobia sont une classe d'archées méthanogènes de l'embranchement (phylum) des Euryarchaeota.